# Championnat du Bénin de football 2020-2021
Navigation
Édition précédente Édition suivante
La saison 2020-2021 du Championnat du Bénin de football est la quarante-et-unième édition de la Ligue 1, le championnat national de première division au Bénin. Le tenant du titre est le Buffles du Borgou Football Club, vainqueur de la saison 2018-2019, la saison 2019-2020 ayant été annulée en raison de la pandémie de Covid-19.

## Déroulement de la saison
Après l'annulation de la saison précédente, tous les clubs de Ligue 1 et Ligue 2 sont conviés dans un championnat unique. Les 34 équipes sont réparties dans 4 groupes régionaux, les trois premiers de poule se qualifient pour la Super Ligue Pro, qui déterminera le champion du Bénin et les qualifications pour les compétitions continentales.
Le Loto-Popo FC (anciennement ESAE FC) remporte son premier titre de champion du Bénin.

## Participants
- Ligue 1 : 
  - Association sportive Dragons Football Club de l'Ouémé
  - Association Sportive Tonnerre Football Club de Bohicon
  - Ayéma Football Club
  - Panthères Football Club
  - Réal Sports de Parakou Football Club
  - Énergie Sport Football Club
  - Jeunesse athlétique de Cotonou
  - Association sportive du port autonome de Cotonou
  - Buffles du Borgou Football Club
  - Union Sportive Seme Kraké est renommé AS Sobemap
  - ESAE Football Club est remplacé par Loto-Popo FC
  - Béké Football Club
  - Dynamo Unacob Football Club
  - Jeunesse Sportive de Pobè
  - AS de la Vallée de l'Ouémé Football Club
  - Université Polytechnique Internationale
- Ligue 2 : 
  - AS Takunnin de Kandi
  - AS Cavaliers
  - Dynamique FC
  - Tanéka FC
  - Espoir FC Savalou
  - Dynamo FC d'Abomey
  - Dadjè FC
  - Damissa FC
  - Hodio FC
  - AS Cotonou
  - Adjidja FC
  - Requins de l'Atlantique Football Club
  - Eternel FC
  - AS Police
  - Soleil Football Club
  - AS Oussou Saka
  - Avrankou Omnisport
  - Djeffa FC

## Compétition
Le classement est établi sur le barème de points suivant : victoire à 3 points, match nul à 1, défaite à 0.

### Classement Zone A
| Rang | Équipe                    | Pts | J  | G  | N | P | Bp | Bc | Diff |
| ---- | ------------------------- | --- | -- | -- | - | - | -- | -- | ---- |
| 1    | Buffles du Borgou T       | 36  | 16 | 11 | 3 | 2 | 21 | 8  | +13  |
| 2    | Béké FC                   | 28  | 16 | 7  | 7 | 2 | 21 | 10 | +11  |
| 3    | Dynamo FC Parakou         | 24  | 16 | 6  | 6 | 4 | 24 | 17 | +7   |
| 4    | Réal Sports de Parakou FC | 24  | 16 | 6  | 6 | 4 | 14 | 14 | 0    |
| 5    | Panthères de Djougou      | 19  | 16 | 4  | 7 | 5 | 10 | 11 | -1   |
| 6    | AS Takunnin de Kandi P    | 18  | 16 | 5  | 3 | 8 | 15 | 19 | -4   |
| 7    | Tanéka FC P               | 15  | 16 | 4  | 3 | 9 | 9  | 15 | -6   |
| 8    | Dynamique FC P            | 15  | 16 | 3  | 6 | 7 | 13 | 27 | -14  |
| 9    | AS Cavaliers P            | 14  | 16 | 3  | 5 | 8 | 12 | 18 | -6   |

|  | Qualification pour la Super Ligue Pro |
|  | P Clubs de Ligue 2 2019-2020          |

### Classement Zone B
| Rang | Équipe               | Pts | J  | G | N | P | Bp | Bc | Diff |
| ---- | -------------------- | --- | -- | - | - | - | -- | -- | ---- |
| 1    | Hodio FC P           | 24  | 14 | 6 | 6 | 2 | 13 | 7  | +6   |
| 2    | Loto-Popo FC         | 23  | 14 | 6 | 5 | 3 | 17 | 12 | +5   |
| 3    | Damissa FC P         | 21  | 14 | 5 | 6 | 3 | 17 | 13 | +4   |
| 4    | Énergie Sport FC     | 21  | 14 | 6 | 3 | 5 | 17 | 14 | +3   |
| 5    | AS Tonnerre FC       | 17  | 14 | 4 | 5 | 5 | 14 | 15 | -1   |
| 6    | Dynamo FC d'Abomey P | 16  | 14 | 4 | 4 | 6 | 14 | 20 | -6   |
| 7    | Dadjè FC P           | 14  | 14 | 4 | 2 | 8 | 12 | 19 | -7   |
| 8    | Espoir FC Savalou P  | 13  | 14 | 2 | 7 | 5 | 12 | 16 | -4   |

|  | Qualification pour la Super Ligue Pro |
|  | P Clubs de Ligue 2 2019-2020          |

### Classement Zone C
| Rang | Équipe                                  | Pts | J  | G  | N | P  | Bp | Bc | Diff |
| ---- | --------------------------------------- | --- | -- | -- | - | -- | -- | -- | ---- |
| 1    | Requins de l'Atlantique P               | 37  | 16 | 12 | 1 | 3  | 26 | 11 | +15  |
| 2    | AS Cotonou P                            | 33  | 16 | 9  | 6 | 1  | 27 | 16 | +11  |
| 3    | Eternel FC P                            | 30  | 16 | 9  | 3 | 4  | 19 | 8  | +11  |
| 4    | Adjidja FC P                            | 29  | 16 | 8  | 5 | 3  | 23 | 14 | +9   |
| 5    | AS Police P                             | 21  | 16 | 5  | 6 | 5  | 17 | 19 | -2   |
| 6    | AS Port Autonome Cotonou                | 20  | 16 | 5  | 5 | 6  | 14 | 15 | -1   |
| 7    | Soleil FC P                             | 12  | 16 | 3  | 3 | 10 | 17 | 29 | -12  |
| 8    | JA Cotonou                              | 9   | 16 | 2  | 3 | 11 | 9  | 25 | -16  |
| 9    | Université Polytechnique Internationale | 8   | 16 | 2  | 2 | 12 | 10 | 26 | -16  |

|  | Qualification pour la Super Ligue Pro |
|  | P Clubs de Ligue 2 2019-2020          |

### Classement Zone D
| Rang | Équipe                        | Pts | J  | G | N | P | Bp | Bc | Diff |
| ---- | ----------------------------- | --- | -- | - | - | - | -- | -- | ---- |
| 1    | AS Dragons de l'Ouémé         | 28  | 14 | 7 | 7 | 0 | 17 | 6  | +11  |
| 2    | Ayéma FC                      | 27  | 14 | 7 | 6 | 1 | 21 | 10 | +11  |
| 3    | AS Oussou Saka P              | 25  | 14 | 7 | 4 | 3 | 23 | 15 | +8   |
| 4    | AS de la Vallée de l'Ouémé FC | 19  | 14 | 4 | 7 | 3 | 10 | 8  | +2   |
| 5    | Djeffa FC P                   | 18  | 14 | 5 | 3 | 6 | 9  | 12 | -3   |
| 6    | AS Sobemap                    | 12  | 14 | 3 | 3 | 8 | 9  | 16 | -7   |
| 7    | Jeunesse Sportive de Pobè     | 12  | 14 | 3 | 3 | 8 | 8  | 21 | -13  |
| 8    | Avrankou Omnisport P          | 8   | 14 | 1 | 5 | 8 | 9  | 18 | -9   |

|  | Qualification pour la Super Ligue Pro |
|  | P Clubs de Ligue 2 2019-2020          |

### Super Ligue Pro
Les trois premiers de chaque zone sont qualifiés pour la nouvelle Super Ligue Pro. Les clubs d'une même zone ne se rencontrent pas lors de la Superligue.
| Rang | Équipe                    | Pts | J  | G  | N  | P  | Bp | Bc | Diff |
| ---- | ------------------------- | --- | -- | -- | -- | -- | -- | -- | ---- |
| 1    | Loto-Popo FC              | 39  | 18 | 12 | 3  | 3  | 34 | 15 | +19  |
| 2    | Buffles du Borgou T       | 33  | 18 | 10 | 3  | 5  | 24 | 13 | +11  |
| 3    | AS Dragons de l'Ouémé     | 31  | 18 | 8  | 7  | 3  | 21 | 14 | +7   |
| 4    | Ayéma FC                  | 31  | 18 | 8  | 7  | 3  | 15 | 9  | +6   |
| 5    | Béké FC                   | 26  | 18 | 7  | 5  | 6  | 21 | 18 | +3   |
| 6    | Damissa FC P              | 24  | 18 | 6  | 6  | 6  | 21 | 19 | +2   |
| 7    | Requins de l'Atlantique P | 23  | 18 | 6  | 5  | 7  | 19 | 21 | -2   |
| 8    | Éternel FC P              | 21  | 18 | 6  | 3  | 9  | 21 | 19 | +2   |
| 9    | AS Cotonou P              | 19  | 18 | 3  | 10 | 5  | 15 | 22 | -7   |
| 10   | Dynamo FC Parakou         | 18  | 18 | 4  | 6  | 8  | 16 | 21 | -5   |
| 11   | Hodio FC P                | 16  | 18 | 4  | 4  | 10 | 19 | 27 | -8   |
| 12   | AS Oussou Saka P          | 10  | 18 | 1  | 7  | 10 | 12 | 34 | -22  |

|  | Qualification pour la Ligue des champions de la CAF 2021-2022 |
|  | Qualification pour la Coupe de la confédération 2021-2022     |
|  | P Clubs de Ligue 2 2019-2020                                  |

## Bilan de la saison
| Championnat du Bénin de football 2020-2021 |                                 |
| Champion                                   | Loto-Popo FC (1er titre)        |
| Qualifications continentales               |                                 |
| Ligue des champions de la CAF 2021-2022    | Loto-Popo FC                    |
| Coupe de la confédération 2021-2022        | Buffles du Borgou Football Club |
| Promotions et relégations                  |                                 |
| Promus en Ligue 1                          | Dynamo FC Abomey                |
| Promus en Ligue 1                          | Jeunesse Sportive de Pobè       |
| Relégués en Ligue 2                        |                                 |